# Cochlostomatidae
Cochlostomatidae is een familie van weekdieren uit de klasse van de Gastropoda (slakken).